# Simamija Eiko

Simamija Eiko (島みやえい子, 島宮えい子; Hepburn: Eiko Shimamiya), más néven EIKO vagy PEKO (1965. április 20. –) J-pop énekesnő, és már az első album megjelenése óta tagja a I've Sound csoportnak. Legismertebb énekei az Higurashi no Naku Koro ni (Amikor a kabócák sírnak) című anime nyitó, illetve záró képsorozatára készültek. Ezen kívül Eiko foglalkozik egy iskola működtetésével is, melyet Shimamiya Size néven (Magyarul: S-méret) ismernek, és a Japán Hokkaido sziget Szapporo nevű székhelyén üzemel.